# SA Tennis Open
Il SA Tennis Open è stato un torneo di tennis che si disputava su campi in cemento all'aperto a Johannesburg in Sudafrica.
Il torneo nacque nel 1891 come South African Championships e venne sospeso nel 1995 a causa della mancanza di fondi. Nel 2009 è tornato a far parte dell'ATP World Tour 250 series con il nome di SA Tennis Open, ma il torneo è stato cancellato a partire dal 2012.

## Albo d'oro

### Singolare
| Anno | Vincitore          | Finalista        | Punteggio     |
| ---- | ------------------ | ---------------- | ------------- |
| 2009 | Jo-Wilfried Tsonga | Jérémy Chardy    | 6–4, 7–6(5)   |
| 2010 | Feliciano López    | Stéphane Robert  | 7–5, 6–1      |
| 2011 | Kevin Anderson     | Somdev Devvarman | 4–6, 6–3, 6–2 |

### Doppio
| Anno | Vincitori                          | Finalisti                  | Punteggio            |
| ---- | ---------------------------------- | -------------------------- | -------------------- |
| 2009 | James Cerretani Dick Norman        | Rik De Voest Ashley Fisher | 6(7)–7, 6–2, [14–12] |
| 2010 | Rohan Bopanna Aisam-ul-Haq Qureshi | Karol Beck Harel Levy      | 2–6, 6–3, 10–5       |
| 2011 | James Cerretani Adil Shamasdin     | Scott Lipsky Rajeev Ram    | 6–3, 3–6, [10–7]     |